# Wojnyliw
Wojnyliw (ukrainisch Войнилів; russisch Войнилов/Woinilow, polnisch Wojniłów) ist eine Siedlung städtischen Typs im Rajon Kalusch in der Oblast Iwano-Frankiwsk im Westen der Ukraine.

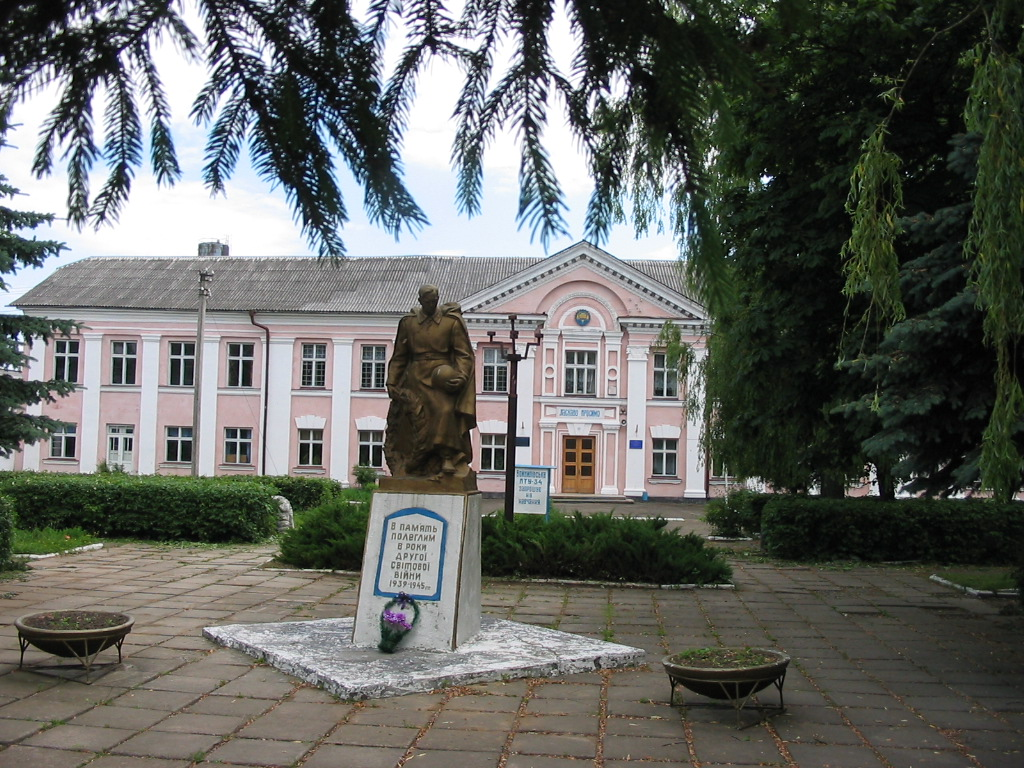
Siedlungszentrum von Wojnyliw

## Geschichte
Die Siedlung entstand wohl im 15. Jahrhundert und war ab 1772 unter österreichischer Herrschaft ein Teil des Kronlandes Galizien. Zwischen 1854 und 1867 war sie auch Sitz einer Bezirkshauptmannschaft, 1867 wurde dann ein Bezirksgericht des Bezirks Kałusz errichtet.
Die Überreste eines jüdischen Friedhofs in Wojnyliw sind erhalten.

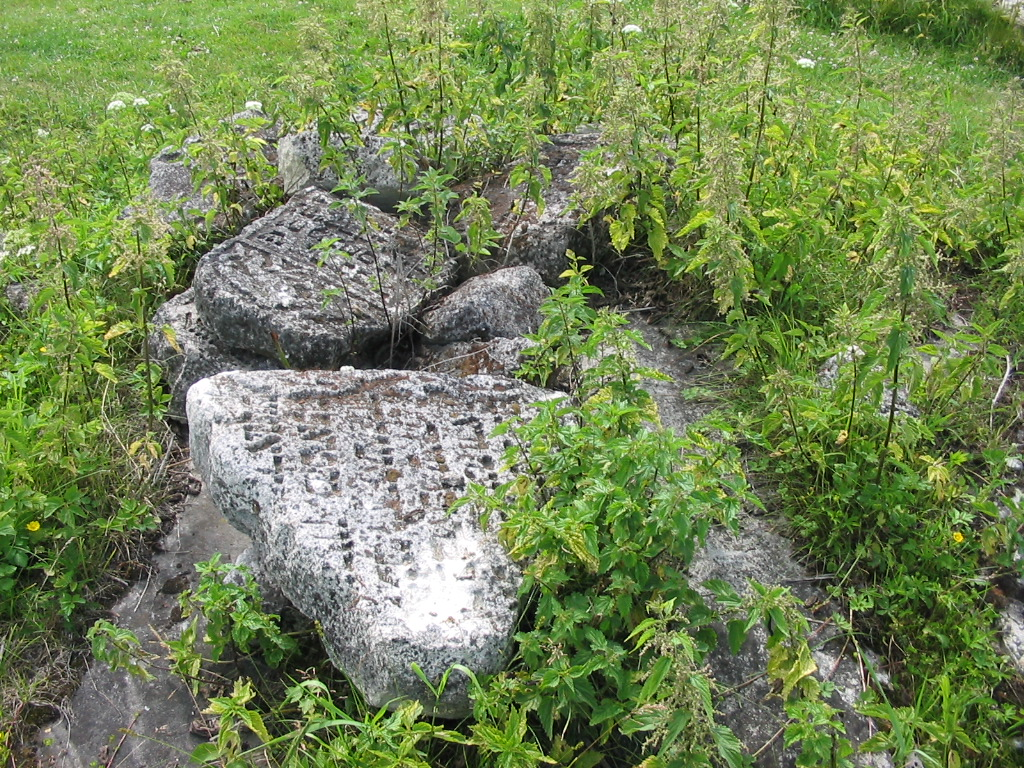
Grabsteine auf dem jüdischen Friedhof in Wojnyliw

## Verwaltungsgliederung
Am 26. September 2017 wurde die Siedlung zum Zentrum der neu gegründeten Siedlungsgemeinde Wojnyliw (Войнилівська селищна громада/Wojnyliwska selyschtschna hromada), zu dieser zählten auch die 9 Dörfer Dowpotiw, Dubowyzja, Kudlatiwka, Pawlykiwka, Perewosez, Serednja und Slobidka; bis dahin bildete sie zusammen mit den Dörfern Dowpotiw, Dubowyzja und Serednja die Siedlungsratsgemeinde Wojnyliw (Войнилівська селищна рада/Wojnyliwska selyschtschna rada) im Nordosten des Rajons Kalusch.
Am 12. Juni 2020 kamen noch die 8 in der untenstehenden Tabelle aufgelisteten Dörfer zum Gemeindegebiet.
Folgende Orte sind neben dem Hauptort Wojnyliw Teil der Gemeinde:
| Name                     | Name               | Name                            | Name              | Name |
| ukrainisch transkribiert | ukrainisch         | russisch                        | polnisch          |      |
| ------------------------ | ------------------ | ------------------------------- | ----------------- | ---- |
| Dibrowa                  | Діброва            | Дуброва (Dubrowa)               | Dąbrowa           |      |
| Dowpotiw                 | Довпотів           | Довпотов (Dowpotow)             | Dołpotów          |      |
| Dowschka                 | Довжка             | Должка (Dolschka)               | Dołżka            |      |
| Dubowyzja                | Дубовиця           | Дубовица (Dubowiza)             | Dubowica          |      |
| Kudlatiwka               | Кудлатівка         | Кудлатовка (Kudlatowka)         | Kudłatowka        |      |
| Luka                     | Лука               | Лука                            | Łuka              |      |
| Moschkiwzi               | Мошківці           | Мошковцы (Moschkowzy)           | Moszkowce         |      |
| Pawlykiwka               | Павликівка         | Павликовка (Pawlikowka)         | Pawlikówka        |      |
| Perekossy                | Перекоси           | Перекосы                        | Perekosy          |      |
| Perewosez                | Перевозець         | Перевозец                       | Przewoziec        |      |
| Serednja                 | Середня            | Средняя (Srednjaja)             | Seredne           |      |
| Siwka-Wojnyliwska        | Сівка-Войнилівська | Сивка-Войнилов (Siwka-Woinilow) | Siwka-Wojniłowska |      |
| Slobidka                 | Слобідка           | Слободка (Slobodka)             | Słobódka          |      |
| Tomaschiwzi              | Томашівці          | Томашовцы (Tomaschowzy)         | Tomaszowce        |      |
| Zwitowa                  | Цвітова            | Цветовая (Zwetowaja)            | Ćwitowa           |      |